# Giulio Rosati
Giulio Rosati (Roma, 1858 – Roma, 16 febbraio 1917) è stato un pittore italiano.

## Biografia
Giulio Rosati fu un pittore accademico, in prevalenza orientalista, appartenente alla "scuola italiana".

Studiò disegno e pittura a Roma, presso l'Accademia di S. Luca a partire dal 1875, ed ebbe come maestri gli accademici Dario Querci e Francesco Podesti, quindi il pittore spagnolo Louis Alvarez Catala.
Fu uno dei pittori orientalisti più prolifici del periodo a cavallo fra il XIX ed il XX secolo.

Rosati dipinse ad olio, ma assai più spesso ed efficacemente con l'acquarello, di cui padroneggiava la tecnica. 
L'orientalismo, come scelta dei soggetti e gusto pittorico, divenne ben presto il suo tema prediletto, in particolare i luoghi e i personaggi del Maghreb di cui dipinse in modo assai colorato i personaggi, come se uscissero da un racconto di avventure. 
D'altra parte non è affatto certo ch'egli abbia viaggiato nei luoghi che dipinse, e la sua documentazione, pertanto, non proviene da un'esperienza diretta, bensì da fotografie o da oggetti che si potevano trovare in quegli anni a Roma, dove egli risiedeva.
Si appassionò anche ad altre tematiche, come il gioco degli scacchi, che ambientò in scene settecentesche. 
Giulio Rosati morì a Roma nel 1917, all'età di 59 anni.
Suo figlio Alberto Rosati (1895-1971) fu un noto pittore paesaggista.

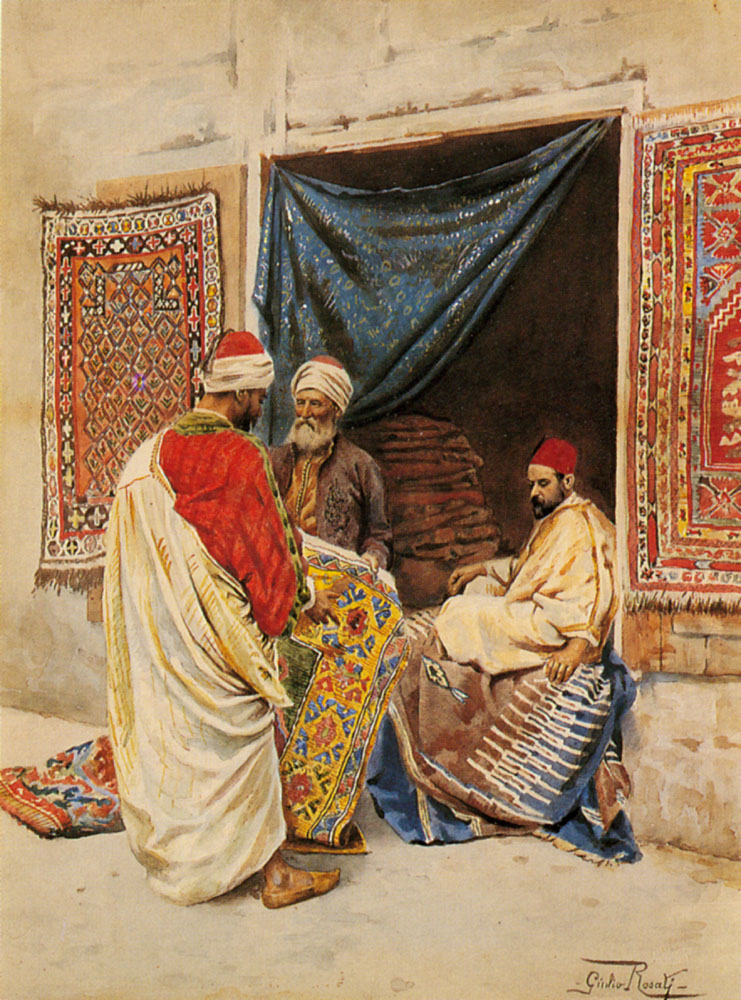
Venditore di tappeti

## Opere

### Soggetti orientali
- Beduini che preparano un raid
- L'esame della sciabola

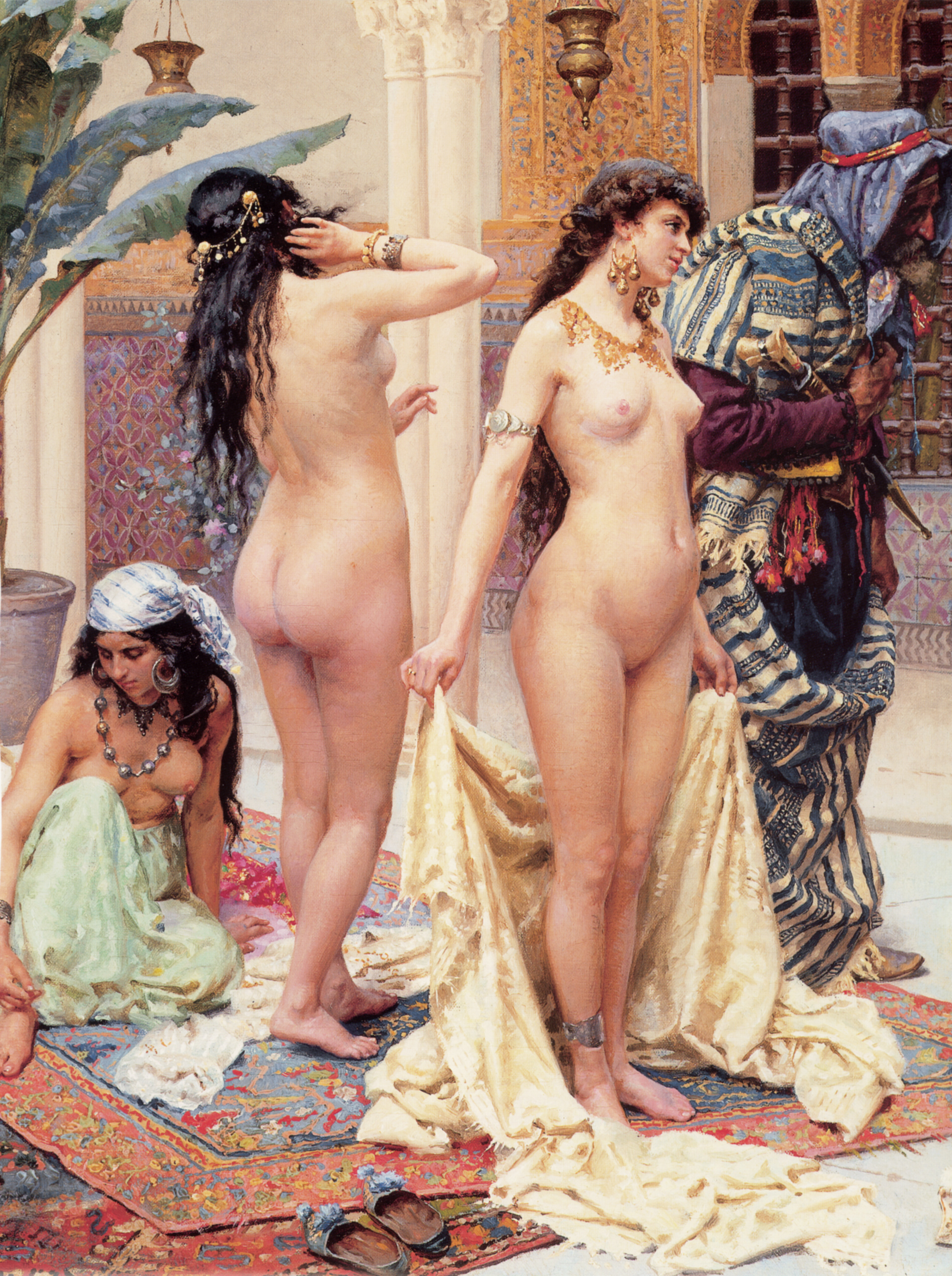
La scelta della favorita
- Una nuova arrivata
- Selezione della favorita
- Un campo nel deserto
- Una sosta nel deserto
- Un mercato arabo
- Un mercante di tappeti
- Una spedizione coronata dal successo
- I Venditori di tappeti
- Una partita di moultezim
- Un cavaliere si arresta davanti a un accampamento di beduini
- La discussione
- Danza nell’ harem

### Soggetti europei
- Il matrimonio nel 1700
- I giocatori di scacchi

## Galleria d'immagini

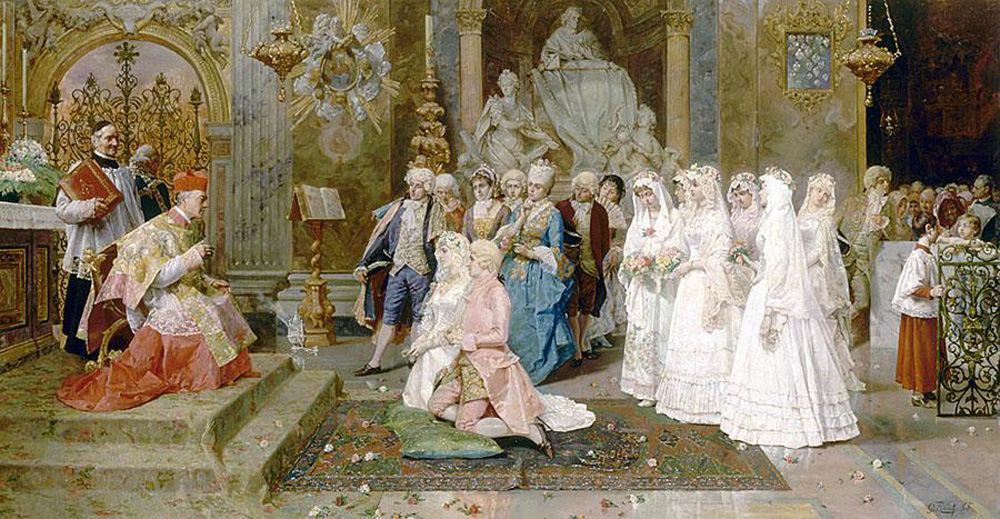
Il matrimonio nel 1700
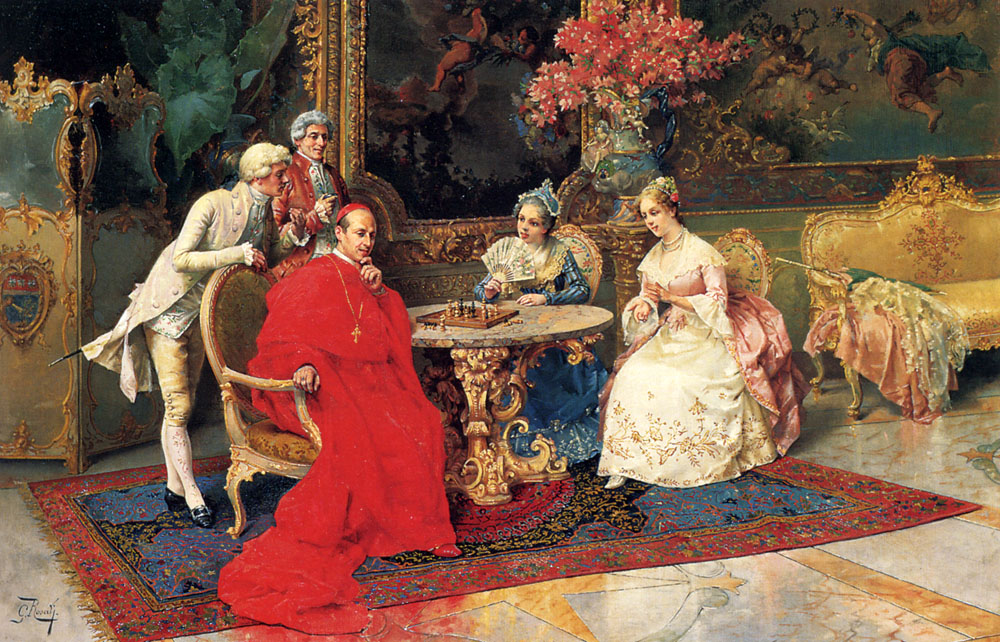
I giocatori di scacchi
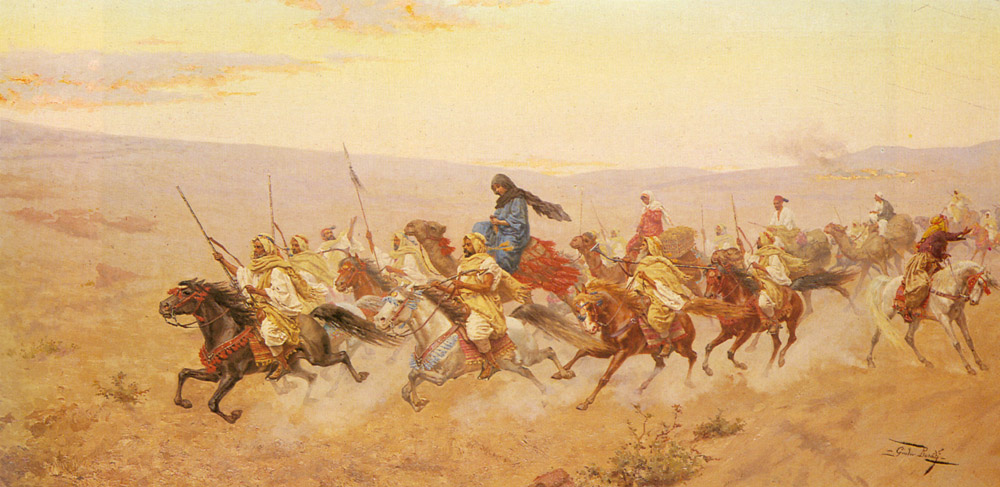
Una spedizione di successo
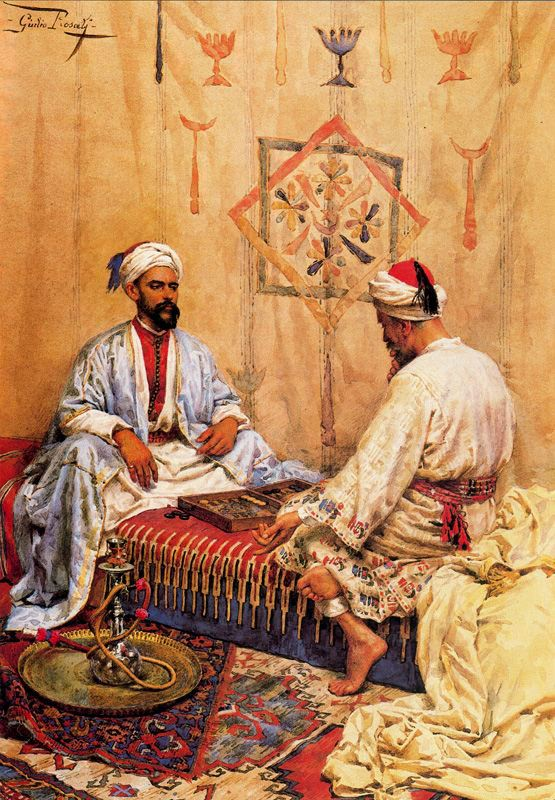
Giocatori di Tric Trac
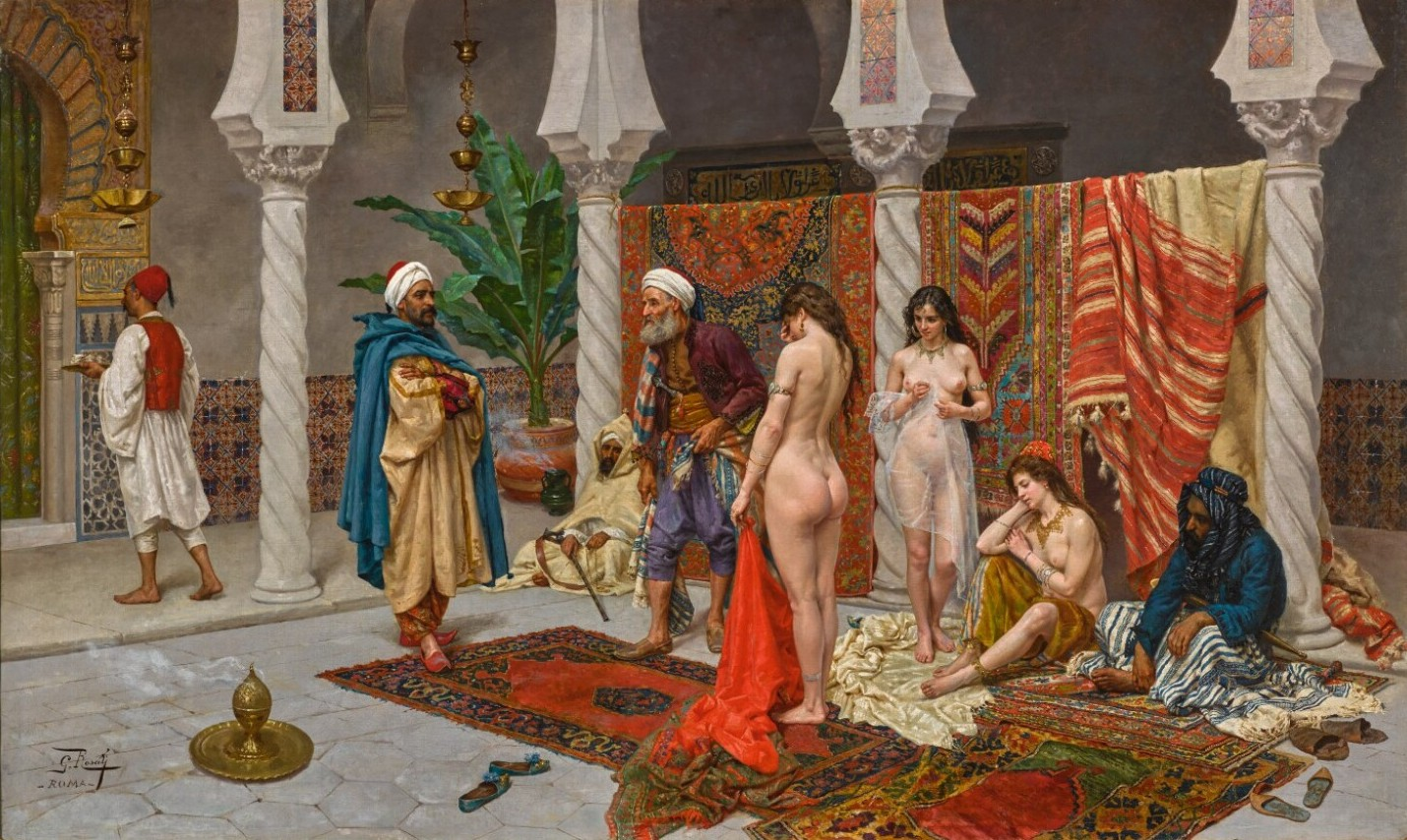
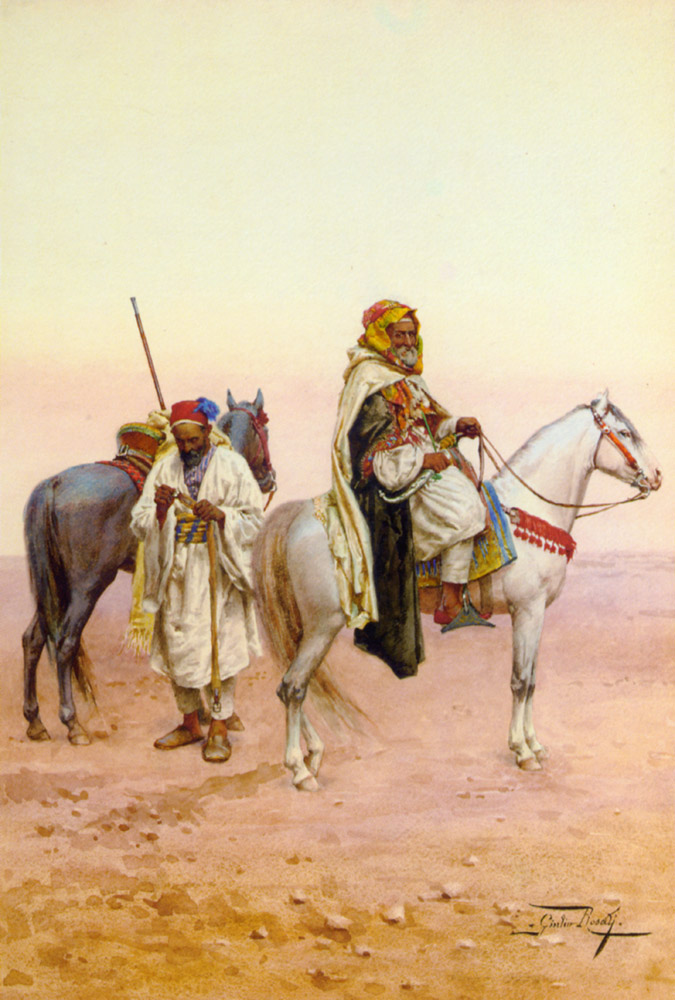
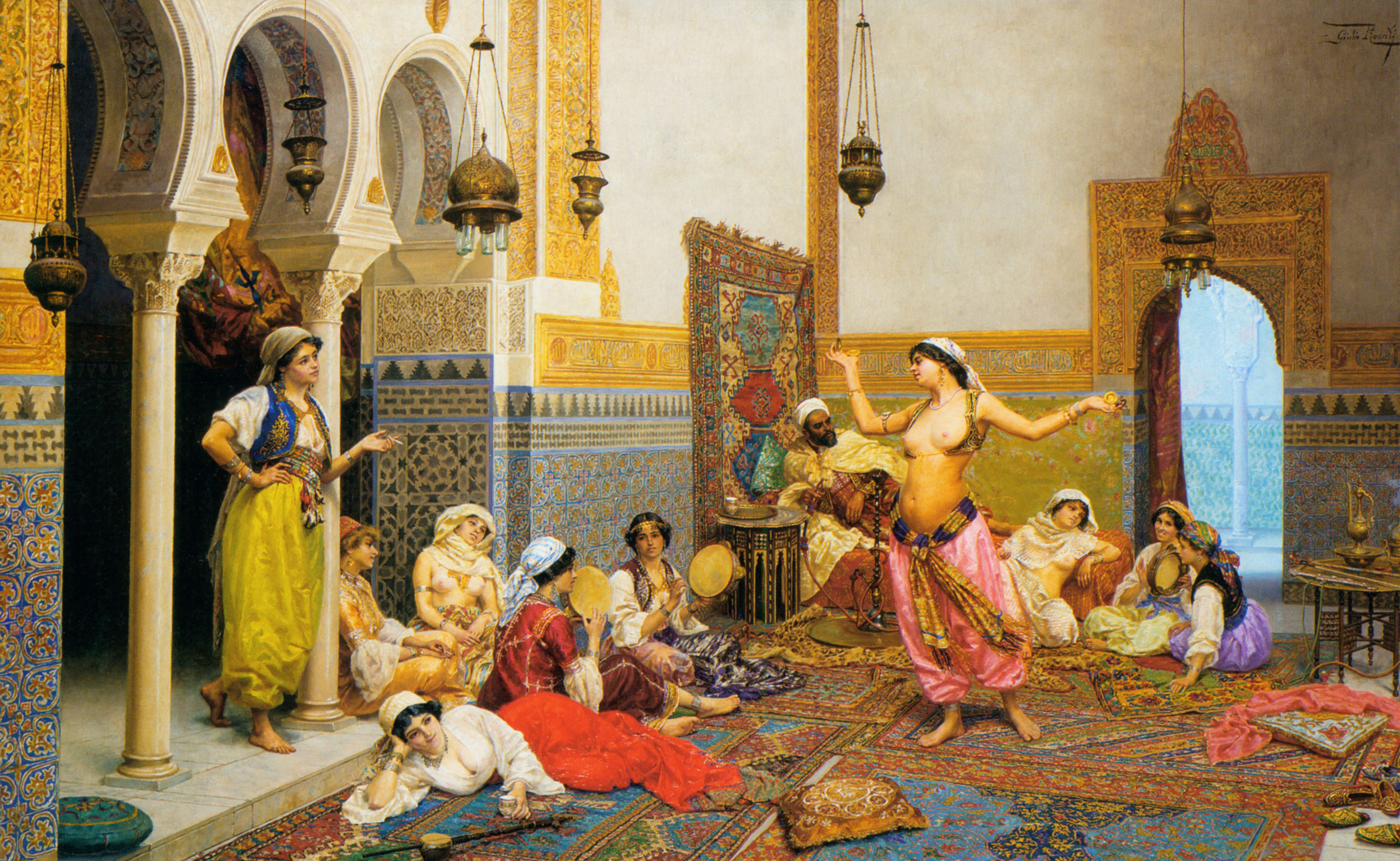
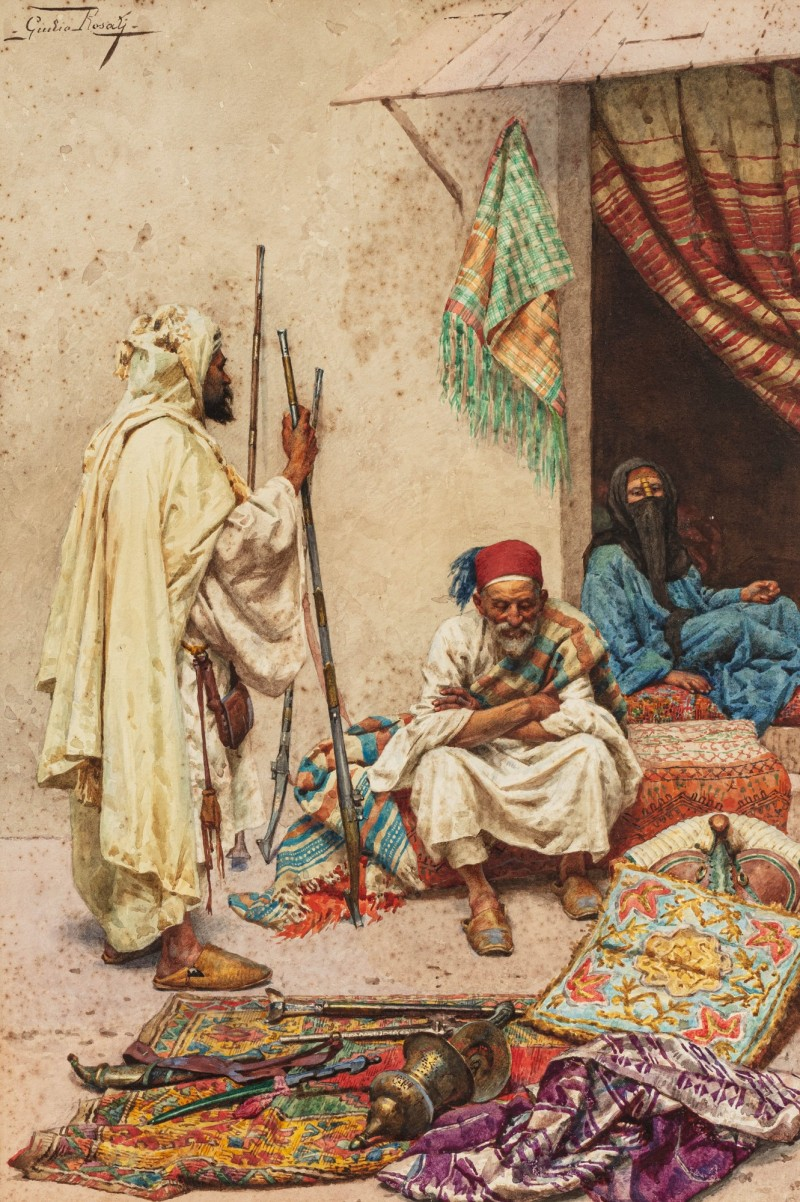